# Franz Joseph Aumann
Franz Joseph Aumann (ur. 24 lutego 1728 w Traismauer, zm. 30 marca 1797 w St. Florian) – ksiądz katolicki z kongregacji kanoników laterańskich, kompozytor austriacki.

## Życiorys
Ukończył szkołę jezuicką w Wiedniu. W 1753 roku wstąpił do augustyńskiego klasztoru Sankt Florian, gdzie spędził resztę życia. Od 1755 roku był regens chori opactwa. W 1757 roku otrzymał święcenia kapłańskie.
Już za życia zdobył sobie dużą popularność jako muzyk. W swojej twórczości łączył wpływy szkoły weneckiej i neapolitańskiej z lokalnymi elementami austriackimi. Wywarł silny wpływ na Antona Brucknera, który podczas studiów w St. Florian kopiował jego utwory.
Skomponował m.in. 38 mszy, 12 requiem, 29 psalmów, 25 magnificatów, 22 offertoria, 10 litanii, 8 responsoriów, 7 nieszporów, 4 oratoria, motety. Tworzył również muzykę świecką, m.in. 3 symfonie, 2 singspiele, 25 serenad, divertimenta, kasacje, partity, kanony, pieśni.